# Cova Negra

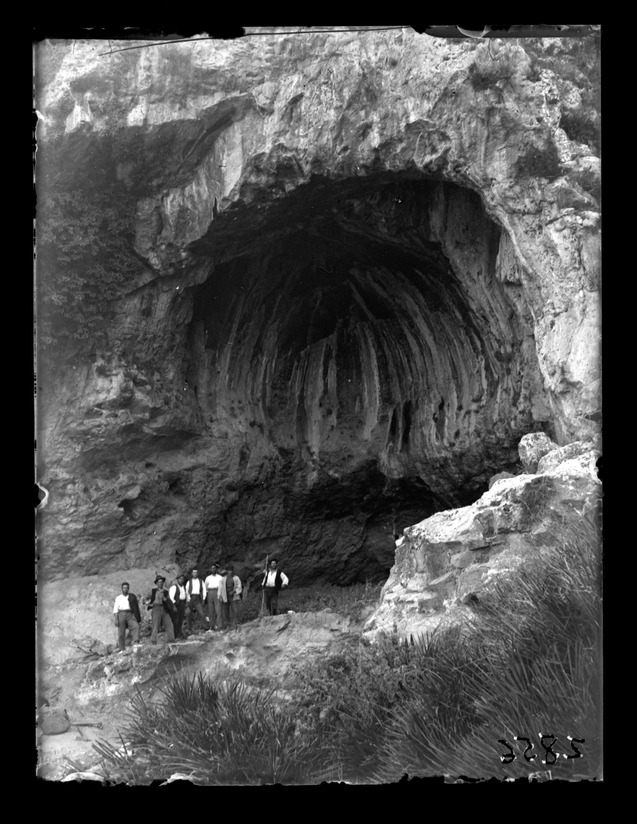
Höhleneingang, um 1928

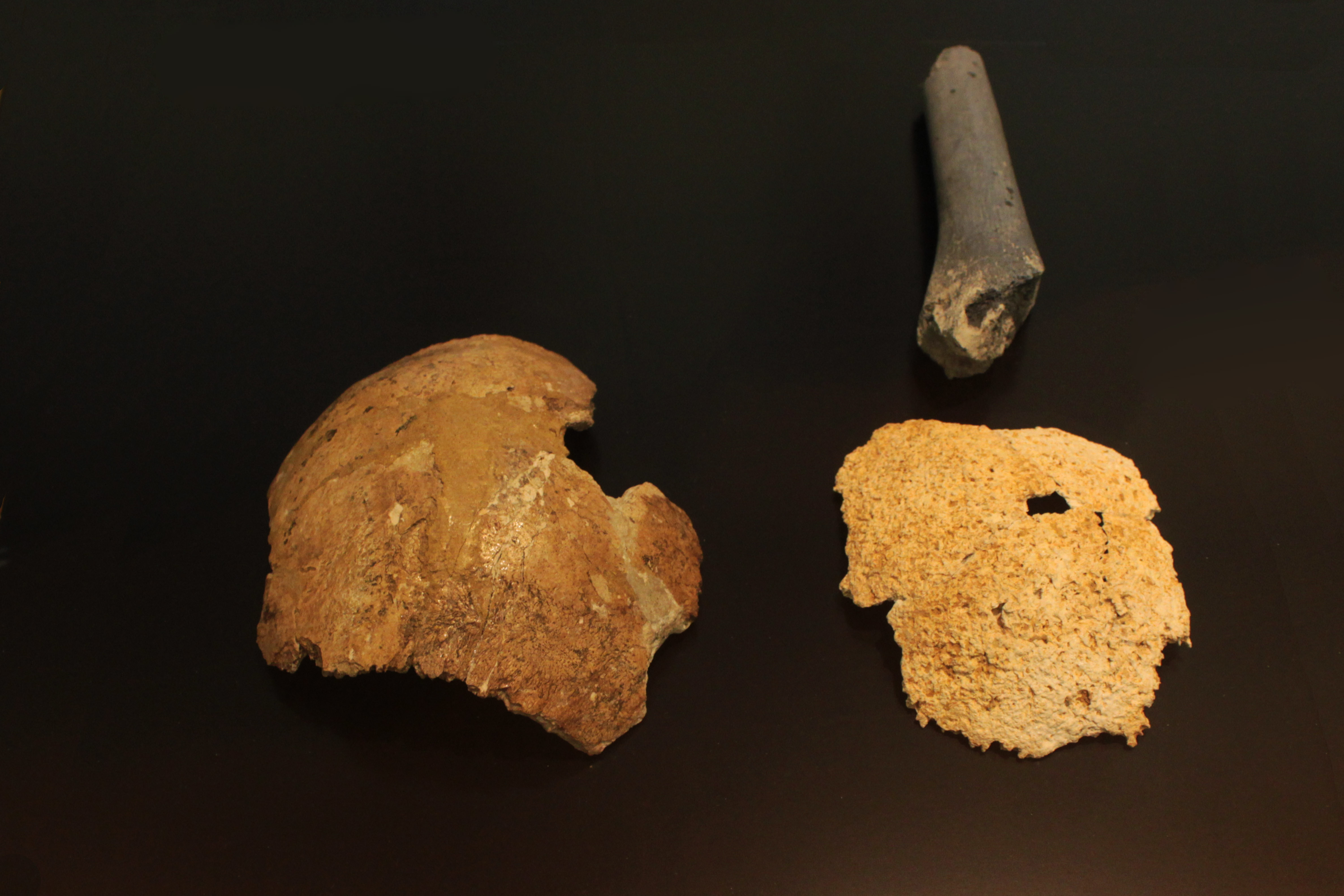
Der erste Fund (links): ein Scheitelbein; rechts: das zweite, 1989 entdeckte Scheitelbein und das Fragment eines Oberschenkelknochens

Cova Negra (schwarze Höhle) ist eine archäologische und paläoanthropologische Fundstätte am Rande der Stadt Xàtiva, Provinz Valencia, im Südosten von Spanien. Im Verlauf mehrerer Grabungsperioden wurden in der Höhle rund zwei Dutzend hominine Fossilien geborgen, die aus unterschiedlich alten Bodenschichten stammen und als Überreste von Neandertalern interpretiert werden. Die Höhle und ihre Umgebung sind seit 2006 als historisches Kulturgut (Bien de Interés Cultural) geschützt.

## Erforschung
Cova Negra liegt am linken Ufer des Río Albaida, ungefähr 17 Meter über dem heutigen mittleren Wasserstand des Flusses. Sie hat einen sehr großen, nach Osten gerichteten Eingang und im Inneren eine Fläche von rund 500 Quadratmetern. Als fossilienführend wurde die Höhle erstmals 1872 von Juan Vilanova y Piera beschrieben. Die Höhle wurde zunächst von 1928 bis 1933 unter Leitung des Priesters, Schriftstellers, Journalisten und Archäologen Gonçal J. Viñes Masip (1883–1936) erforscht; wegen seines frühen Todes wurden seine Funde jedoch erst Jahrzehnte später wissenschaftlich bearbeitet und publiziert. Eine zweite Grabungsperiode fand zwischen 1953 und 1958 unter Leitung des Anthropologen Miguel Fusté Ara statt, eine dritte Phase dauerte von 1981 bis 1991, geleitet von Valentín Villaverde. In jüngerer Zeit erforschten u. a. Juan Luis Arsuaga und José María Bermúdez de Castro die Höhle. Bei allen bisherigen Grabungen wurden auch Steinwerkzeuge aus der Kultur des Moustérien geborgen.
Das erste in der Höhle entdeckte Neandertaler-Fossil war ein Scheitelbein, das Fusté 1958 ausführlich beschrieb. Eine vollständige Übersicht über alle bis dahin entdeckten Neandertaler-Funde – Knochen und Zähne von mindestens sieben Individuen, davon vier Kinder unter zehn Jahren – wurde im Jahr 2007 von Juan Luis Arsuaga et al. publiziert. Zugleich wurden neue Datierungen veröffentlicht, denen zufolge die Höhle in der Zeit von vor rund 123.000 Jahren bis vor rund 55.000 Jahren (MIS 5e bis MIS 3) von Zeit zu Zeit, also nicht dauerhaft, bewohnt wurde. Für die unterste, Fossilien führende Schicht der Höhle wurde im Jahr 2019 ein Alter von 273.000 ± 26.000 bis 261.000 ± 42.000 Jahren berechnet. Dieser Datierung zufolge gehören die Fossilien aus der untersten Schicht der Höhle zu den ältesten Belegen für die Existenz von Neandertalern auf der Iberischen Halbinsel.

## Belege
1. ↑  Eintrag Cova Negra in: Bernard Wood (Hrsg.): Wiley-Blackwell Encyclopedia of Human Evolution. 2 Bände. Wiley-Blackwell, Chichester u. a. 2011, ISBN 978-1-4051-5510-6.
2. ↑   Miguel Fusté: Endokranialer Ausguß des Neandertaler Parietale von Cova Negra. In: Anthropologischer Anzeiger. Band 21, Nr. 3–4, 1958, S. 268–273, JSTOR:29537175.
3. ↑   Juan Luis Arsuaga, Valentín Villaverde et al.: New Neandertal remains from Cova Negra (Valencia, Spain). In:  Journal of Human Evolution. Band 52, Nr. 1, 2007, S. 31–58, doi:10.1016/j.jhevol.2006.07.011.
4. ↑  Maïlys Richard et al.: ESR/U-series chronology of early Neanderthal occupations at Cova Negra (Valencia, Spain). In: Quaternary Geochronology. Band 49, 2019, S. 283–290, doi:10.1016/j.quageo.2018.05.004.

Koordinaten: 38° 57′ 54,5″ N, 0° 29′ 47,7″ W